# Skartofta församling
 Skartofta församling var en församling i Lunds stift i nuvarande Sjöbo kommun. Församlingen uppgick den 16 augusti 1806 i Öveds församling.

## Administrativ historik
Församlingen har medeltida ursprung. Mot sockenbornas vilja uppgick den år 1806 i Öveds församling, på initiativ från familjen Ramel, ägare till Övedsklosters slott. Bönderna i Skartofta försökte vid upprepade tillfällen återvinna sin rätt till att ha en egen församling och kyrka, vilket dock även fortsättningsvis hindrades av familjen Ramel.
Församlingen var före samgåendet moderförsamling i pastoratet Skartofta och Öved.